# Roger N. Begin
Roger N. Begin (* 19. November 1952 in Woonsocket, Rhode Island) ist ein US-amerikanischer Politiker. Zwischen 1989 und 1993 war er Vizegouverneur des Bundesstaates Rhode Island.

## Werdegang
Im Jahr 1974 absolvierte Roger Begin das Community College of Rhode Island. Danach studierte er am Bryant College das Fach Betriebswirtschaft. Anschließend arbeitete er in der Bank- und Investmentbranche. Politisch schloss er sich der Demokratischen Partei an. Zwischen 1973 und 1984 saß er als Abgeordneter im Repräsentantenhaus von Rhode Island. Von 1985 bis 1988 war er als General Treasurer Finanzminister seines Staates.
1988 wurde Begin an der Seite von Edward D. DiPrete zum Vizegouverneur von Rhode Island gewählt. Dieses Amt bekleidete er zwischen 1989 und 1993. Dabei war er Stellvertreter des Gouverneurs und Vorsitzender des Staatssenats. Seit 1991 diente er unter dem neuen Gouverneur Bruce Sundlun. Begin ist Mitglied zahlreicher Organisationen und Vereinigungen. Er ist unter anderem auch Honorarkonsul Frankreichs für Rhode Island. Seit 2007 ist er Verkaufsdirektor der Mellon’s Private Wealth Management Group in Providence.